# موسورو (بازیکن فوتبال)
موسورو (به پرتغالی: José Márcio da Costa) هافبک اهل برزیل است که در شهر موسورو و در تاریخ ۴ ژوئیهٔ ۱۹۸۳ به دنیا آمده‌است.
موسورو در تیم‌های فوتبال سانتا کاتارینا سابقهٔ حضور دارد.
اکنون با شماره پیراهن 29 در تیم بلدیه اسپور استانبول فعالیت دارد.